# Ducat d'Atenes
El Ducat d'Atenes fou un dels estats fundats pels croats a Grècia després de la conquesta de l'Imperi Romà d'Orient durant la Quarta Croada.

## Història
Després del declivi de l'època clàssica, i ja en l'edat mitjana, la ciutat d'Atenes va sofrir un greu procés de deteriorament, agreujat a partir del segle xi per la seva posició geogràfica que l'allunyava de la influència llatina però no acabava de ser territori d'interès per a l'Imperi Romà d'Orient.
Després de la captura de Constantinoble i la dissolució de l'Imperi Romà d'Orient per la Quarta Croada el 1204, els croats victoriosos van repartir els territoris romans entre ells. Després de participar en la conquesta del nord de Grècia pels croats, el rei de Tessalònica, Bonifaci de Montferrat li va concedir el dret de conquerir el Peloponès, que en aquell temps anomenaven Morea. Però segons la Partitio terrarum imperii Romaniae acordada entre els líders croats i la República de Venècia, que havia finançat la croada, el territori del Peloponès pertocava als venecians, els quals només van mostrar interès a ocupar unes poques ciutats portuàries. Guillem de Champlitte, amb un petit exèrcit format només per uns cent cavallers i uns cinc-cents soldats, va conquerir la part nord de la regió sense trobar gaire resistència dels grecs.
En aquesta situació Bonifaci va ocupar Atenes sense grans esforços el 1204 i la va cedir a Odó I de la Roche. Per a uns historiadors aquesta és la constitució del ducat, per a uns altres el feu es constituïx formalment el 1260 qual el rei Lluís IX de França el va nomenar així. Atenes fou originalment un estat vassall de Tessalònica però aquesta fou capturada el 1224 per Teodor, el dèspota de l'Epir, llavors Atenes passà a dependre del Principat d'Acaia. El ducat va ocupar la península de l'Àtica i es va estendre parcialment a Macedònia, compartint una frontera indefinida amb Tessalònica i l'Epir. No va tenir sota el seu domini les illes del mar Egeu, que eren territoris venecians. Els edificis de l'Acròpolis a la ciutat d'Atenes van servir de palau ducal.
Fos com fos, el 1308 el duc Gualter V de Brienne, titular del ducat, recorregué a tropes almogàvers, que hi enviaren la Companyia Catalana d'Orient per a defensar la ciutat enfront de Joan II Ducas, que van derrotar. En no pagar a les tropes catalanes les quantitats estipulades, aquestes es revolten i destituïren De Brienne el 1311 en la batalla del Cefís i proclamaren nou senyor d'Atenes al rei Frederic II de Sicília. Entre el 1318 i 1319 la mateixa companyia d'almogàvers conquereix el sud de la Tessàlia i creà el Ducat de Neopàtria
Pere el Cerimoniós conquerí la ciutat el 1380 i la incorporà a la Corona d'Aragó.
El període de dominació catalana per a uns historiadors s'estableix en vuit anys i d'altres en deu. Dona suport la primera tesi el fet que la família florentina Acciaiuoli o Acciajuoli el 1388 conquereix la ciutat i la perdés a mans dels turcs otomans dirigits per Mehmet II el 1456, fet que va donar per finalitzat el període del Ducat d'Atenes.
Breument els venecians van establir un control sobre la ciutat el 1687 que tot just va durar uns mesos i va retornar una altra vegada a mans turques.

## Ducs d'Atenes

Escut del ducat sota la família de la Roche
Escut del ducat sota la família Brienne
Escut del ducat sota la família Acciaiuoli

### Ducs francs
- 1205 - 1225: Odó I de la Roche
- 1225 - 1263: Guy I de la Roche
- 1263 - 1280: Joan I de la Roche
- 1280 - 1287: Guillem I de la Roche
- 1287 - 1308: Guy II de la Roche
- 1308 - 1311: Gualter V de Brienne

### Ducs catalans i aragonesos

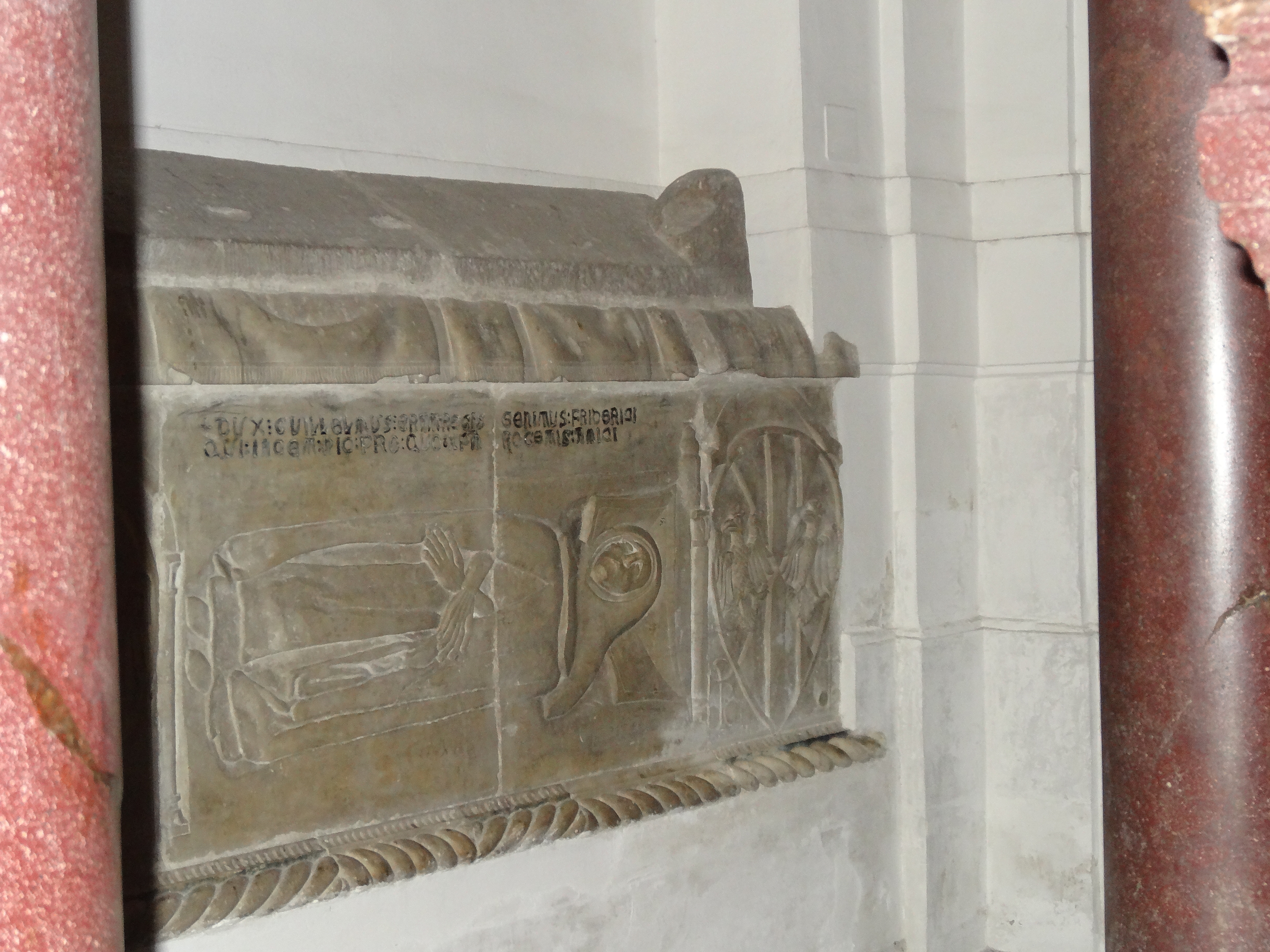
Tomba de Guillem II d'Atenes

- 1311 - 1312: Roger Desllor, cavaller rossellonès de l'entorn de Gualter de Brienne
- 1312 - 1317: Manfred de Sicília, fill del rei Frederic II de Sicília
- 1317 - 1338: Guillem II, fill del rei Frederic II de Sicília; i Alfons Frederic d'Aragó, senyor de Negrepont, germà bastard de Guillem.
- 1338 - 1348: Joan de Sicília, marquès de Randazzo, fill del rei Frederic II.
- 1348 - 1355: Frederic I d'Atenes, marquès de Randazzo, fill de l'anterior.
- 1355 - 1377: Frederic III, rei de Sicília, cosí de l'anterior.
  - 1375 - 1380: Lluís Frederic d'Aragó, comte de Salona i vicari de l'anterior.
- 1377 - 1381: Maria de Sicília, reina de Sicília, filla de Frederic III.
- 1381 - 1388: Pere el Cerimoniós, rei d'Aragó.

## Llista de ducs de Neopàtria
- 1319 - 1338: Alfons Frederic d'Aragó, senyor de Negrepont, fill natural de Frederic II de Sicília.
- 1338 - 1348: Joan de Sicília, marquès de Randazzo, fill del rei Frederic II.
- 1348 - 1355: Frederic I d'Atenes, marquès de Randazzo, fill de l'anterior.
- 1355 - 1377: Frederic III, rei de Sicília, cosí de l'anterior.
- 1377 - 1381: Maria de Sicília, reina de Sicília, filla de Frederic III.
- 1381 - 1390: Pere el Cerimoniós, rei d'Aragó.

El ducat d'Atenes i Neopàtria tingué diferents vicaris
- 1312-1316: Berenguer d'Estanyol, vicari de Manfred de Sicília.
- 1317-1330: Alfons Frederic d'Aragó, senyor de Salona. Fill natutal de Frederic II de Sicília. Gran impulsor del domini català a Grècia.
- 1330-1331: Ot de Novelles, comte de Mitra (Demètries), senyor d'Estanyol (Kastri) i de Licònia.
- 1331-1335: Nicolau Llança, possible descendent o parent de Conrad Llança (Corrado Lancia), almirall de la Corona d'Aragó, Marquès d'Albaida i Carrícola.
- 1354-56: Ramon Bernat de Sarbou
- 1356-1359: Jaume Frederic d'Aragó, tercer comte de Salona i senyor de Loidoroki, Veteranitza i d'Egina. Comte de Malta i Gozo.
- 1358-1359: Gonçal Ximenes d’Arenós, del llinatge valencià dels Arenós.
- 1359-1362 Mateu de Montcada i Sclafani, comte d'Aderno i Agosta. Gran senescal i governador de Sicília. Pertanyia a la branca dels Montcada de Sicília.
- 1367-1370: Roger de Llúria, fill de Joan de Lloria i d'Amichi i nebot de l'almirall Roger de Llúria
- 1370-1374: Mateu de Peralta i Sclafani, Fill de Guillem de Peralta, segon comte de Caltabellotta. Net de Ramon de Peralta, almirall dels regnes de la Corona d'Aragó i canceller de Sicília.
- 1375-1380: Lluís Frederic d'Aragó, comte de Salona i vicari de Frederic III de Sicília; el 1379 oferí el ducat al rei Pere IV d'Aragó el Cerimoniós, el qual el confirmà com a vicari seu.
- 1381-88: Felip-Dalmau de Rocabertí, vescomte de Rocabertí.
- 1386: Bernat de Cornellà
- Pere de Fenollet, vescomte d’Illa i Canet (1392), nomenat per Martí l'Humà amb la intenció de reconquerir els ducats, sense cap efecte.

### Ducs florentins
- 1388 - 1394: Neri I
- 1394 - 1395: Antoni I sota regència de Francesca Acciaiuoli
- 1395 - 1402: control venecià.
- 1402 - 1435: Antoni I
- 1435 - 1439: Neri II
- 1439 - 1441: Antoni II
- 1441 - 1451: Neri II.
- 1451 - 1454: Bartomeu Contarini, espòs de la vídua de Neri II, Chiara Zorzi
- 1451 - 1454: Francesc I
- 1455 - 1458: Francesc II, fill d'Antoni II.

1458 conquesta otomana